# Aartsbisdom Auch

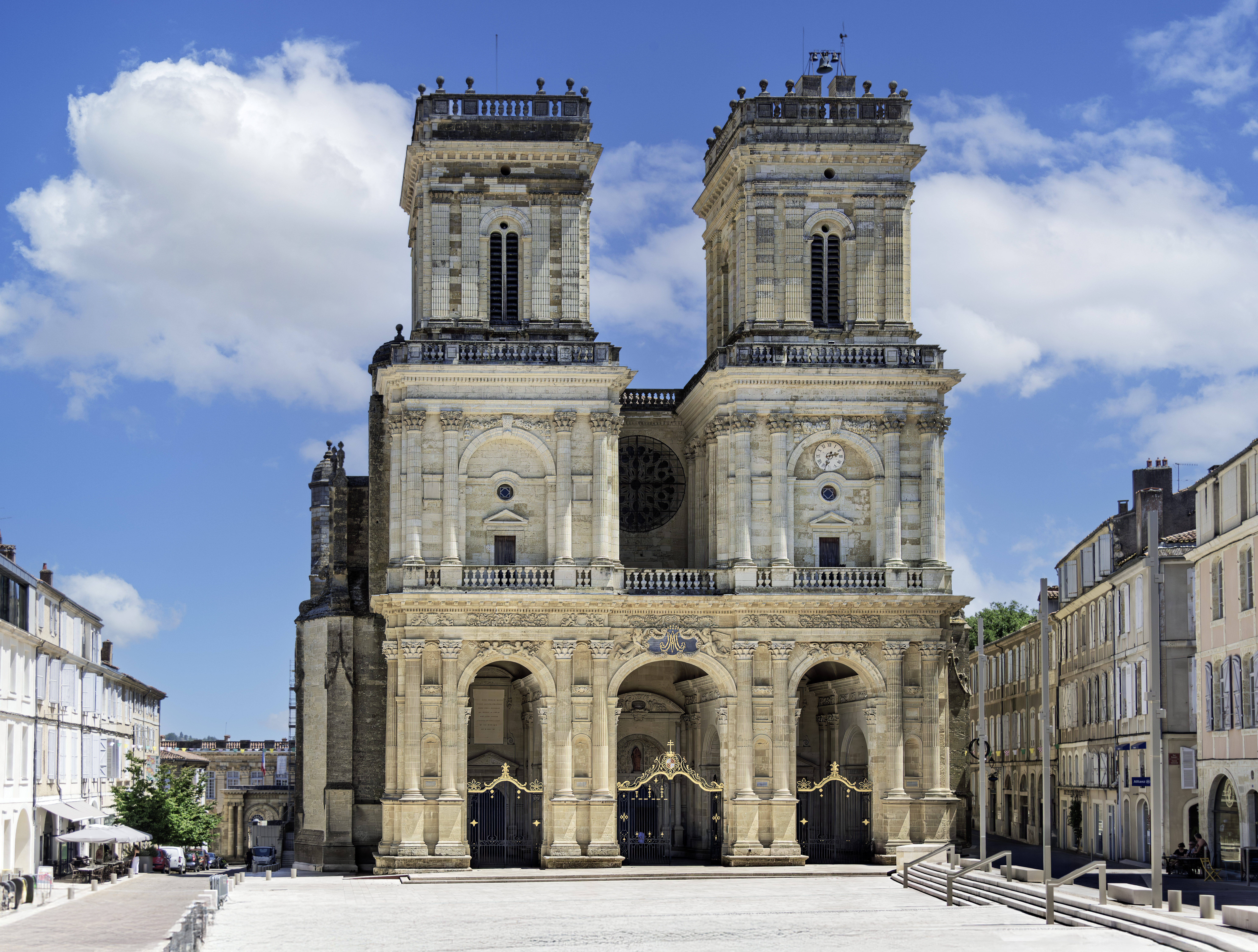
Kathedraal Sainte-Marie in Auch

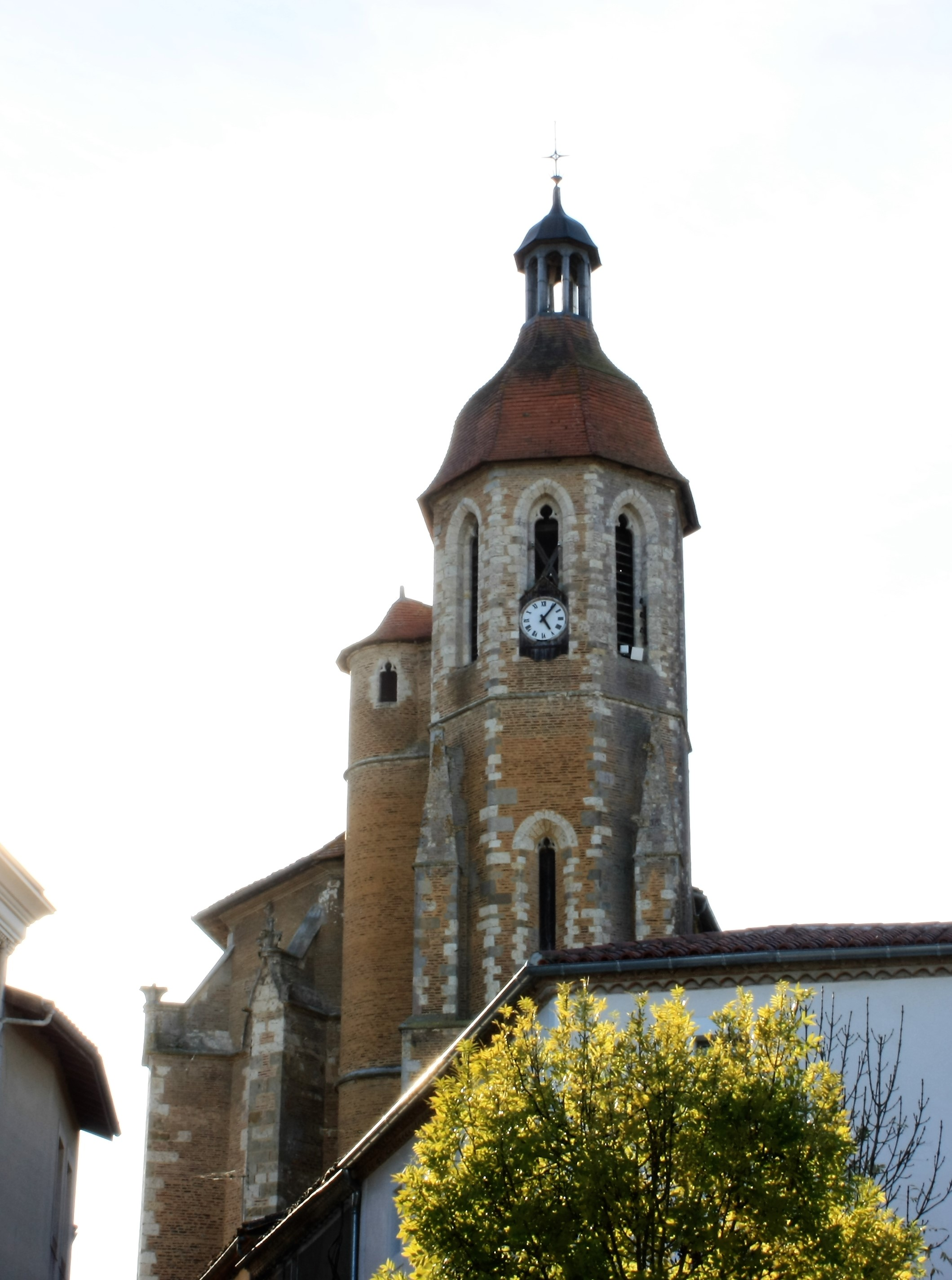
Co-kathedraal Saint-Luper in Eauze

Het aartsbisdom Auch  (Latijn: Archidioecesis Auxitana-Condomiensis-Lectoriensis-Lomberiensis; Frans: Archidiocèse d'Auch-Condom-Lectoure-Lombez) is een rooms-katholiek bisdom in Frankrijk, sinds de 6e eeuw. De bisschopszetel bevindt zich in de stad Auch met de Sainte-Marie kathedraal. De volledige naam is aartsbisdom Auch-Condom-Lectoure-Lombez.
Haar grondgebied is gelijk aan dat van het departement Gers (sinds 1822). Het aartsbisdom is een suffragaanbisdom van het aartsbisdom Toulouse en beheert dus geen kerkprovincie.

## Historiek
In het nabije Eauze ontstond een bisdom reeds in de 4e eeuw, als gevolg van het Edict van Milaan dat Constantijn I, keizer van het Romeinse Rijk, uitvaardigde. Eauze of Elusa was de hoofdstad van de provincie Novempopulania en een belangrijk Romeins knooppunt tussen Burdigala (Bordeaux) en Tolosa (Toulouse). Volgens de traditie ontvluchtten de bisschoppen van Eauze de stad bij gevaar en vestigden zij zich tijdelijk in Auch. Auch had als Romeinse naam Elimberri.
In de 5e-6e eeuw werd Auch een zelfstandige bisschopsstad los van Eauze, tijdens het Visigotisch bestuur in Auch. De eerste bisschop zou Nicetius geweest zijn en zijn grondgebied reikte niet verder dan het voormalige Romeinse oppidum Auscii.
In het jaar 879 werd het bisdom Auch een aartsbisdom. De reden van promotie was de verwoesting van de stad Eauze, een aartsbisdom intussen. De verwoesting gebeurde door Noormannen of door Saracenen, alnaargelang de bronnen. Het territorium van het aartsbisdom Eauze voegde zich bij dat van Auch. De aartsbisschop van Auch werd hiermee hoofd van de kerkprovincie Novempopulania; hij noemde zich, tot de Franse Revolutie, primaat van Novempopulania. Regelmatig waren er discussies met de aartsbisschop van Bordeaux die zich primaat van heel Aquitania noemde.
Tot de kerkprovincie Auch voegden zich in de vroege middeleeuwen bisdommen van het koninkrijk Aragon ten zuiden van de Pyreneeën. Nadat het aartsbisdom Tarragona hersteld was door de Reconquista (1091) verloor de kerkprovincie Auch deze Spaanse bisdommen. De aartsbisschop van Auch verloor tevens de titel van primaat van Navarra.
In 1068 vond een concilie plaats in Auch. Hier werd vastgelegd dat alle kerken van het aartsbisdom één vierde van hun inkomsten moesten storten aan de aartsbisschop. Dit werd algemeen aanzien als een hoge taxatie en tijdens de middeleeuwen en nadien nog ging Auch door als een van de rijkste aartsbisdommen in Frankrijk. Het aartsbisdom bezit de kathedraal Sainte-Marie in Auch en een co-kathedraal, de Saint-Luper in Eauze.
Met de Franse Revolutie hield het aartsbisdom feitelijk op te bestaan; met het Concordaat van 1801 verdween het van de kaart. In 1822 werd het aartsbisdom heropgericht met een kleiner grondgebied, dit van het departement Gers, en met een kleine kerkprovincie. In 1908 werd de titel van aartsbisschop van Auch uitgebreid met afgeschafte bisdommen in de Novempopulania: de bisdommen Condom, Lectoure en Lombez werden formeel vermeld.
In 2002 verloor het aartsbisdom zijn kerkprovincie, door de hervorming van paus Johannes-Paulus II. Auch werd zelf een deel van de kerkprovincie Toulouse.

## Bekende aartsbisschoppen
- Odo van Auch
- Henri de la Mothe-Houdancourt (1612-1684): Hij was eerst abt van Souillac en werd bisschop van Rennes in 1642. In 1662 werd hij aartsbisschop van Auch. Hij was de broer van Philippe de la Mothe-Houdancourt, maarschalk van Frankrijk.[6]